# Deutsches Meisterschaftsrudern 1966
Das 77. Deutsche Meisterschaftsrudern wurde 1966 in Hannover ausgetragen. Wie bereits im Vorjahr wurden insgesamt Medaillen in 16 Bootsklassen vergeben. Davon 12 bei den Männern und 4 bei den Frauen.

## Medaillengewinner

### Männer
| Bootsklasse                           | Gold | Silber | Bronze |
| ------------------------------------- | --- | --- | --- |
| Einer                                 | Jochen Meißner (Mannheimer RV Amicitia) | Helmut Martin (Limburger CfW) | Hermann Meyer-Richtering (Osnabrücker RV) |
| Doppelzweier                          | Binger RG 1911 Ernst Rühl Claus Zimmer | Berliner RC Uwe Froelich Dieter Mewes | Rgm. RG Speyer 1883 / Passauer RV von 1874 Dieter Haase Josef Himsl |
| Zweier ohne Steuermann                | Passauer RV von 1874 Hannsjörg Held Heinz Höber | Frankfurter RG Germania 1869 Achim Schönberg Wolfgang Glock | RG Wiking Lutz Weiler Rainer Gerlach |
| Zweier mit Steuermann                 | Rgm. RV Neptun Konstanz / RC Nassovia Höchst Günther Zumkeller Klaus-Günther Jordan Burkhard Zwosta (Stm.) | Rgm. RC Worms / Stuttgart-Cannstatter RC von 1910 / Marbacher RV von 1920 Dietrich Besch Peter Stephan Hans-Heinrich Beiersdorf (Stm.)                                                                     | Rüsselsheimer RK 08 Werner Alt Dieter Lang Reinhard Scholta (Stm.) |
| Vierer ohne Steuermann                | Deutscher Ruder-Club von 1884 Karsten Beck Arnulf Pichert Wolfgang Hottenrott Edgar Heidorn | RC Allemannia von 1866 Heinz Lübken Günter Düse Horst Olbrich Michael Olbrich | RC Favorite Hammonia Wolfgang Denzler Hans-Joachim Sommer Rainer Minning Detlev Grauert |
| Vierer mit Steuermann                 | Rgm. Deutscher Ruder-Club von 1884 / ARV Angaria Hannover Uwe Trierweiler Udo Burmester Heinz Mußmann Rüdiger Klamp Michael Hecke (Stm) | Rgm. Rvg. Hellas-Titania Berlin / RU Arkona Berlin / Spandauer RC Rüdiger Henning Peter Hertel Ulrich Luhn Peter Kuhn Uwe Trompler (Stm.)                                                                  | Rgm. RC Worms / Stuttgart-Cannstatter RC von 1910 / Marbacher RV von 1920 / Karlsruher RV Wiking / RC Neptun Darmstadt Peter Stephan Dietrich Besch Joachim Wienstroer Detlef Glätzer Hans-Heinrich Beiersdorf (Stm.) |
| Achter                                | Rgm. Karlsruher RK Alemannia / Frankfurter RG Germania 1869 / Rvg. Hellas-Titania Berlin / RU Arkona Berlin / Spandauer RC / Ratzeburger RC Peter Kuhn Lutz Ulbricht Rüdiger Henning Peter Hertel Ulrich Luhn Michael Schwan Dirk Schreyer Horst Meyer Peter Niehusen (Stm.) | RC Allemannia von 1866 Heinz Lübken Günter Düse Edgar Heidorn Wolfgang Hottenrott Arnulf Pichert Karsten Beck Horst Olbrich Michael Olbrich Werner Damm (Stm.)                                             | Rgm. Hanauer RC Hassia / RC Möve 1919 Großauheim Bertram Decker Uwe Schönwitz Hans-Jürgen Schmidt Gerhard Rhode Horst Skowronek Jochen Kliem Rolf Hartung Horst Merdt Rolf Ebeling (Stm.)                             |
| Leichtgewichts-Einer                  | Eckart Wieske (Mainzer RV von 1878) | Hans-Derk Gestermann (Ratzeburger RC) | Ernst Rühl (RG Wetzlar 1880) |
| Leichtgewichts-Doppelzweier           | Saarbrücker RG Undine Helmut Eckes Gunter Jung | WSV Godesberg Klaus Görke Jürgen Schmitz | Limburger CfW Eberhard Dillmann Günther Will |
| Leichtgewichts-Vierer ohne Steuermann | RK am Wannsee Peter Zenk Wulf Pieper Hilmar Sonnenberg Gerd Kattein | Lübecker RK Günter Heißenbüttel Holger Schött Karl-Heinz Omland Hans-Jürgen Böttcher | Lübecker RG von 1885 Heinz Rudolph Falk Halenza Ernst-Adolf Riebensahm Friedrich Beutelrock |
| Leichtgewichts-Vierer mit Steuermann  | Rgm. Mannheimer RV Amicitia / Stuttgart-Cannstatter RC von 1910 Karl-Heinz Bendlin Peter Klein Jörg Kruse Siegfried Radandt Christoph Behrle (Stm.) | RK am Wannsee Peter Zenk Wulf Pieper Hilmar Sonnenberg Gerd Kattein Ingo Hoffmann (Stm.) | Bremer RV von 1882 Klaus Pieper Kai-Rüdiger Meyer Detlev Schmidt Dietrich Voigt Harald Konietzko (Stm.) |
| Leichtgewichts-Achter                 | Rgm. Mannheimer RV Amicitia / Stuttgart-Cannstatter RC von 1910 / Hanauer RG 1879 / RG Wetzlar 1880 / Würzburger RV Peter Klein Jörg Kruse Harald Wimmer Karlheinz Marquardt Walter Scheller Ernst Rühl Karl-Heinz Bendlin Siegfried Radandt Christof Behrle (Stm.)          | Rgm. ETuF Essen / RK am Baldeneysee / Mülheimer RG Ekkehard Rösler Horst Stelges Manfred Breuer Detlef Schmidt Karl-Heinz Kirchholtes Rainer Großkopf Klaus Weber Heribert Kirchholtes Michael Blum (Stm.) | Rgm. Lübecker RG von 1885 / Lübecker RK / Celler RV Hans-Jürgen Böttcher Heinz Omland Klaus Deecke Joachim Strehl Klaus Ridder Klaus Böttcher Jürgen Knaack Hartmut Köhn Jost Westphal (Stm.)                         |

### Frauen
| Bootsklasse                             | Gold | Silber | Bronze |
| --------------------------------------- | --- | --- | --- |
| Einer                                   | Waltraud Roick (Lübecker Frauen-RG von 1907)                                                                               | Ilse Plagemann (RC Dresdenia)                                                                                   | Gunda Biel (Hamburger RC von 1925)                                                                            |
| Doppelzweier                            | Rgm. Hamburger RC von 1925 / RC Dresdenia Ilse Plagemann Gunda Biel                                                        | Rgm. Regensburger RV von 1898 / Passauer RV von 1874 Christl Schmidt-Lehnert Annemarie Rupprecht                | Rgm. Offenbacher RG Undine / SG Wiking Offenbach Gisela Happ Karin Lehrmann                                   |
| Doppelvierer mit Steuerfrau             | RC Tegel 1886 Karin Dembowski Rosemarie Land Christa Zimmermann Eva Tübcke Hella Schötz (Stf.)                             | IfL Uni Kiel / RG Germania Kiel Gisela Tichatschke Heike Witt Bärbel Seddig Ilse Lebert Renate Steinicke (Stf.) | RK Germania Köln Marita Wölbing Ursula Schlösser Margot Kriz Ute Langmann Gisela Sahmel (Stm.)                |
| Doppelvierer Stilrundern mit Steuerfrau | Hamburger RC von 1925 Heidi Witte-Fieck Heidrun Upleger Bernelies Begemann Brigitta Niemann-Heinig Brigitte Corleis (Stf.) | Ulmer RC Donau Suse Horn Ursula Mezger Helga Laubender Christiane Kreuzer (Stf.)                                | Svg. Dresdenia Berlin Regina Müller Christine Leisten Hannelore Hasselmann Jutta Engel Heide-Lore Puch (Stf.) |